# Ancey
Ancey este o comună în departamentul Côte-d'Or, Franța. În 2009 avea o populație de 377 de locuitori.

## Evoluția populației
| An        | 1975 | 1982 | 1990 | 1999 | 2006 | 2009 |
| --------- | ---- | ---- | ---- | ---- | ---- | ---- |
| Populație | 217  | 254  | 297  | 345  | 377  | 377  |